# Фольгоре Фальчано
Фольгоре/Фальчано (італ. Società Sportiva Folgore/Falciano) — сан-маринський футбольний клуб із Фальчано. Клуб заснований у 1972. У сезоні 2015–2016 виступає у групі B.

## Досягнення
- Чемпіон Сан-Марино: 1997, 1998, 2000, 2015, 2021.
- Володар кубка Сан-Марино: 2015
- Суперкубок Сан-Марино з футболу: 1997, 2000, 2015.